# Alchemilla persica
Alchemilla persica är en rosväxtart som beskrevs av Werner Hugo Paul Rothmaler. Alchemilla persica ingår i släktet daggkåpor, och familjen rosväxter. Inga underarter finns listade i Catalogue of Life.